# 손이 그를 저항한다
손이 그를 저항한다, 그에게 저항하는 손(The Hands Resist Him)은 빌 스톤햄(Bill Stoneham)이 1972년에 그린 그림이다. 유리문 앞에 서 있는 어린 소년과 여자 인형을 묘사한 그림으로 많은 손이 그에게 밀착되어 있다. 스톤햄에 따르면 이 소년은 5살 때 자신의 사진을 바탕으로 만들어졌다. 출입구는 깨어있는 세계와 환상과 불가능의 세계 사이의 경계선을 표현한 반면, 인형은 소년을 그곳으로 안내할 안내자이다. 제목에서 '손'은 대안이 되는 삶이나 가능성을 나타낸다. 이 그림은 2000년 2월 이베이에 유령이 출몰했다는 설명과 함께 판매용으로 게시되면서 도시 전설과 바이러스성 인터넷 밈의 주제가 되었다.

## 역사
이 그림은 1970년대 초 캘리포니아 베벌리힐스의 파인가튼 갤러리에 처음 전시되었다. 이 작품이 포함된 갤러리에서 열린 스톤햄의 1인 쇼는 로스앤젤레스 타임스의 미술 평론가의 평가를 받았다. 쇼가 진행되는 동안 이 그림은 대부 (영화)에서 잭 월츠 역으로 유명한 배우 존 마리가 구입했다. 마리가 사망한 지 얼마 후, 캘리포니아 노인 부부가 오래된 양조장 부지에서 그림을 발견했다(원래 이베이 목록에 명시되어 있음). 이 그림은 2000년 2월 경매 웹사이트 이베이에 게재됐다. 판매자인 앞서 언급한 부부에 따르면 이 그림에는 어떤 형태의 저주가 담겨 있었다고 한다. 그들의 이베이 설명에서는 그림이 저주를 받았거나 유령이 나왔다는 일련의 주장을 했다. 그러한 주장에는 그림 속의 인물들이 밤에 움직였다는 것과 때때로 그림이 전시되어 있던 방으로 들어갔다는 것이 포함되어 있었다. 또한, 여성 인형 캐릭터가 남성 캐릭터를 총으로 위협해 남성 캐릭터가 그림에서 나가려고 시도한 사건의 증거로 전해지는 일련의 사진도 목록에 포함됐다. 그림을 구매한 경우 판매자의 모든 책임을 면제한다는 면책조항이 목록에 포함되어 있다.
해당 목록에 대한 소식은 친구에게 링크를 전달하거나 이에 대한 자신의 페이지를 작성한 인터넷 사용자에 의해 빠르게 퍼졌다. 어떤 사람들은 그림 사진을 보는 것만으로도 기분이 나빠지거나 불쾌한 경험을 했다고 주장했다. 결국 경매 페이지 조회수는 30,000회를 넘었다.
초기 입찰가 $199 이후, 그림은 결국 30번의 입찰을 받아 $1,025.00에 판매되었다. 구매자인 미시간주 그랜드래피즈에 있는 퍼셉션 갤러리(Perception Gallery)는 결국 빌 스톤햄에게 연락하여 이베이 경매와 인수에 대한 특이한 이야기를 들려주었다. 그는 그림 속 이미지에 대한 모든 이야기와 이상한 해석에 상당히 놀랐다고 말했다. 작가에 따르면 이베이 판매자들이 총으로 추정하는 물체는 실제로는 건전지와 얽힌 전선에 지나지 않는다.
스톤햄은 그림이 처음 전시된 갤러리의 소유자와 이를 검토한 미술 평론가가 그림을 접한 지 1년 이내에 사망했다고 회상한다.